# Цхалтубський муніципалітет
Цхалтубський муніципалітет (груз. წყალტუბოს მუნიციპალიტეტი c'qalt'ubos municipaliteti) — муніципалітет у Грузії, що входить до складу краю Імеретія. Центр — Цхалтубо.

## Розташування
Знаходиться на заході Грузії, у Колхідській низовині, на території історичної області Імеретія.

## Клімат

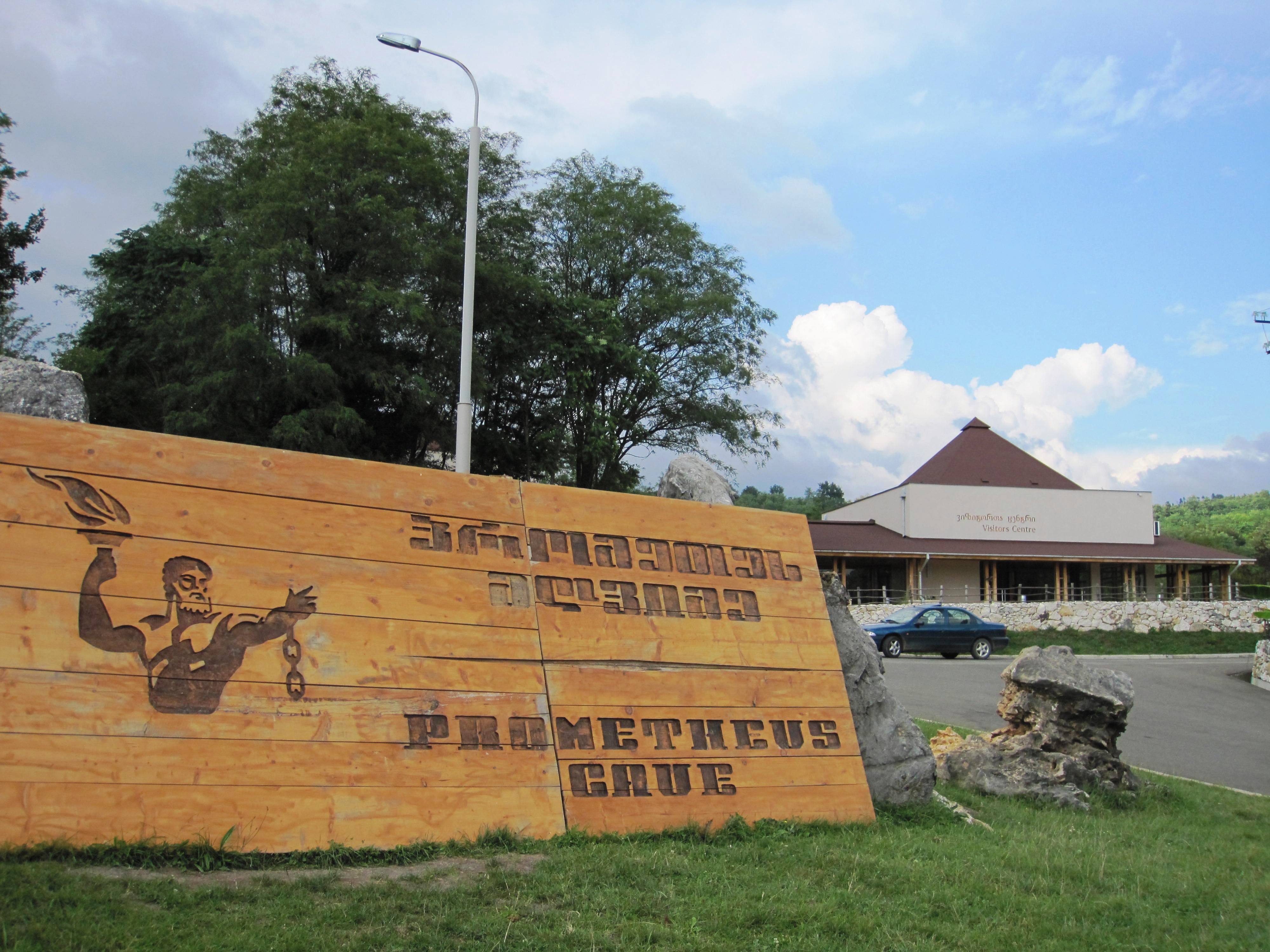

Клімат субтропічний вологий, з м'якою зимою, невеликими амплітудами температур, рясними осіданнями протягом всього року (в середньому 1 500 мм), високою вологістю повітря. Середня температура січня від 4,5 °C до 6 °C, серпня 23—24 °C.

## Природа
На території муніципалітету розташований всесвітньо відомий Сатаплійський заповідник, відомий своєю карстовою печерою Куміставі відома також як печера Прометея.

## Населення
Населення муніципалітету згідно з останнім переписом у 2014 року склало — 56883 осіб.
Етнічний склад населення муніципалітету згідно з переписом населення Грузії 2014 року:
| етнічна група | кількість осіб | частка щодо всього населення |
| ------------- | -------------- | ---------------------------- |
| грузини       | 56 601         | 99,50 %                      |
| росіяни       | 147            | 0,26 %                       |
| українці      | 35             | 0,06 %                       |
| вірмени       | 28             | 0,05 %                       |
| азербайджанці | 13             | 0,02 %                       |
| осетини       | 10             | 0,02 %                       |
| греки         | 8              | 0,01 %                       |
| абхази        | 4              | 0,01 %                       |
| Всього        | 56 883         | 100,00 %                     |